# Typologie jungienne
Pour un article plus général, voir psychologie analytique.
La typologie jungienne est une théorie des types psychologiques proposée en 1921 par le psychiatre suisse Carl Gustav Jung pour caractériser le mode de fonctionnement psychologique d'un sujet.
Elle aboutit à distinguer seize types psychologiques, suivant la fonction cognitive dominante (quatre possibilités), l'orientation introvertie ou extravertie de cette fonction, et l'orientation de la fonction cognitive auxiliaire sur l'axe complémentaire.
Les types psychologiques de Jung doivent être vus comme des outils permettant de mettre en évidence les différences de fonctionnement psychologique entre les individus. Au lieu de reprocher à une personne son mode de raisonnement, on peut comprendre que cette personne est d'un type différent et donc aborde le monde selon d'autres priorités que les siennes. Les différences de types psychologiques peuvent être utilisées comme un outil pour comprendre les différences de fonctionnement des autres. Ces types sont applicables, selon Jung, à toutes les cultures.
Cette typologie a été reprise (sous une présentation différente) par la typologie du Myers Briggs Type Indicator et par celle de la socionique.

## Introduction
Dans son ouvrage Les Types psychologiques (1921), Carl Gustav Jung définit trois grandes paires de caractéristiques de la psyché humaine, caractéristiques qu'il fonde à la fois sur sa pratique de la psychologie analytique et sur une étude assez poussée de la différenciation psychologique au cours des différentes époques pré et post-chrétiennes.
Afin d'éviter les récupérations mal comprises de ces travaux, en particulier celles proposant par exemple « que lorsque l'on est de tel ou tel type l'on doive forcément agir de telle ou de telle façon » ou « que ni du type psychologique ni de la façon d'être ou d'agir nous ne puissions à tout jamais sortir de notre vie », il développe dans l'un de ses ouvrages, (L'Homme et ses symboles), une mise en garde, au travers d'un passage ayant pour sujet l'un des aspects de la personnalité de la femme, à savoir la part masculine de celle-ci, que l'on nomme l'animus.
Cette page est illustrée, entre autres, par une image de Gandhi, personnage à la fois introverti parce qu'à l'image d'un sage, un être ouvert à l'introspection pendant une grande partie de sa vie puis qui par la suite fut aussi extraverti, à l'image d'un chef d'État, d'un révolutionnaire, même si ce fut au nom de la non-violence.
Il met aussi en garde en indiquant qu'« il est assez stérile d'étiqueter les gens et de les presser dans des catégories ».

## Orientation de l'énergie
L'individu a deux façons de se charger en énergie : l'introversion et l'extraversion. Jung a observé que les individus ont tendance à trouver leur énergie et à être dynamisés :
- soit par le monde extérieur, en côtoyant les autres pour se ressourcer : extraversion E ;
- soit par son monde intérieur, en passant du temps seul pour se ressourcer : introversion I.

Ces deux notions ne sont pas à entendre tout à fait au sens où ces termes sont entrés dans le langage courant. En effet, l'extraverti prend son énergie principalement du monde, tandis que l'introverti prend son énergie principalement de lui-même. On a tendance à penser que l'introverti est timide, solitaire et peu sociable et que l'extraverti est très expansif et parfois superficiel, or ce sont des stéréotypes. D'ailleurs, la timidité et la sociabilité n'ont rien à voir avec l'introversion ou l'extraversion. 
Introversion et extraversion constituent les deux types psychologiques principaux.
Chaque personne possède une inclinaison plus ou moins prononcée vers l'une ou l'autre de ces orientations. En effet, on ne peut pas être des deux types à la fois, même si certaines personnes sortent, à l'occasion de tests psychologiques, comme relativement équilibrées par rapport aux types (dominante très légère pour l'un des deux types). On a coutume de symboliser l'introverti par un « I » tandis que l'on symbolise l'extraverti par un « E ».
| E - Extraversion                                              | I - Introversion                                        |
| ------------------------------------------------------------- | ------------------------------------------------------- |
| Je suis à l'aise avec les autres                              | Je suis à l'aise avec moi-même                          |
| Je suis orienté vers le monde extérieur                       | Je suis orienté vers mon monde intérieur                |
| Je profite de mes loisirs pour bouger et être avec les autres | Je profite de mes loisirs pour me détendre et être seul |
| J'ai besoin de contacts pour me ressourcer                    | J'ai besoin de solitude pour me ressourcer              |
| Je préfère être en groupe pour en discuter                    | Je préfère être seul pour y réfléchir                   |
| Je préfère m’exprimer par la parole en général                | Je préfère m’exprimer par l’écriture en général         |

## Fonctions psychologiques

Schéma des types psychologiques, d'après L'âme et la vie de C.G. Jung.

Les fonctions psychologiques ou processus mentaux sont, chez Jung, au nombre de quatre :
- la sensation (sous-entendu notre faculté à nous placer dans et à percevoir le présent) ;
- la pensée (sous-entendu l'intellect) ;
- le sentiment (sous entendu l'évaluation affective) ;
- l'intuition (ou évaluation globale).

Ces quatre fonctions vont aussi par paire, mais d'une manière moins claire que pour les types. Jung distingue, au sein de l'activité de l'esprit humain, deux grands types d'activité :
- recueillir de l'information ou « perception » P, de deux manières opposées : l'intuition N (I étant déjà utilisé pour introversion) et la sensation S ;
- traiter cette information pour aboutir à des conclusions ou « jugement » J, de deux manières opposées : la pensée T (pour thinking) et le sentiment F (pour feeling).

Les termes employés pour désigner ces processus ne correspondent pas au sens usuel, les processus devant être compris à travers les rapports qu'ils entretiennent les uns avec les autres. Comme mode de perception, la sensation s'oppose à l'intuition, en ce que le sujet axé sur la sensation s'intéresse spontanément aux caractéristiques (détaillées et pratiques) des éléments qui peuplent son environnement, alors que celui axé sur l'intuition s'intéresse à la signification (globale et synthétique) de ces éléments. « La sensation (c'est-à-dire le sentiment de perception) vous dit que quelque chose existe ; la réflexion vous dit ce que c’est ; le sentiment vous dit si c'est agréable ou pas ; et l'intuition vous dit d'où il vient et où il va. »
Chaque être humain a des facultés plus ou moins développées dans les quatre fonctions psychologiques, qui sont nécessaires à son fonctionnement quotidien. Néanmoins, certaines dominent dans des domaines où l'on note une moindre utilisation d'une autre fonction, mettant ainsi en évidence les couples fonctionnels : pensée/sentiment et sensation/intuition. Si une personne a une tendance naturelle à approcher les choses au travers de son intellect, le côté sentimental passera souvent mécaniquement au second plan, et vice-versa. De la même façon, les personnes « intuitives » ont souvent tendance à aborder les problèmes de la vie en tentant de trouver une solution à long terme alors qu'elles auront du mal à percevoir le problème immédiat. À l'inverse, les « perceptifs » (ceux dont l'appréhension du monde est plutôt basée sur la sensation) auront eux plus de mal à envisager des solutions qui ne répondent pas à un problème se posant dans le présent.
Afin de donner au lecteur des moyens de continuer une éventuelle investigation sur les types psychologiques dans la littérature actuelle et sur internet, on reprendra la notation anglo-saxonne de Myers-Briggs des fonctions, qui tend à devenir un standard de fait :
- la sensation : « S » pour Sensation,
- la pensée : « T » pour Thinking,
- le sentiment : « F » pour Feeling,
- l'intuition : « N » pour iNtuition.

### Perception dominante
La Sensation consiste simplement à percevoir son environnement à travers les sens, c'est une fonction cérébrale qui constate ce qui existe autour de nous.
Par opposition, l'Intuition est beaucoup plus difficile à appréhender dans une culture rationnelle. C'est une perception qui nous parvient à travers les couches subliminales de notre être, « une de ses particularités étant que l'on ne saurait préciser où et comment elle prend naissance ».
L'intuition se manifeste de manière privilégiée quand on se trouve en présence de conditions nouvelles et inconnues, pour lesquelles on ne dispose pas de valeurs et de concepts établis rationnellement et consciemment. Elle peut se manifester sur différent plans : physique (on pressent un danger) ; émotionnel (la première impression qui est souvent la bonne) ; intellectuel (tout s'éclaire et la solution apparaît)...
Pour Jung, l'Intuition est définie comme une perception acquise avant tout via l'inconscient.
L'intuition est une fonction cérébrale qui établit une connexion avec les couches les plus profondes de l'inconscient, c'est-à-dire surtout de l'inconscient collectif, à travers les archétypes et les symboles.
L'intuition relie la situation à un archétype, en en identifiant les traits essentiels, et en en dégageant la cohérence sous-jacente.
| S - Sensation                                            | N - iNtuition                                               |
| -------------------------------------------------------- | ----------------------------------------------------------- |
| Je m'intéresse avant tout aux faits                      | Je m'intéresse avant tout à la signification                |
| J'ai plutôt les pieds sur terre                          | J'ai plutôt la tête dans les étoiles                        |
| Je me souviens plutôt des faits et des évènements        | Je me souviens plutôt des enjeux et des enchaînements       |
| Je m'intéresse au présent et à ce qui m'arrive           | Je m'intéresse au futur et à ce qui pourrait m'arriver      |
| Je distingue spontanément les détails                    | Je vois spontanément les implications                       |
| Je suis plus à l'aise avec les procédures habituelles    | Je vois les nouvelles façons de faire les choses            |
| J'aime que les choses soient claires                     | Je comprends à demi-mot                                     |
| J'appréhende les choses dans leurs détails               | J'appréhende les choses dans leur globalité                 |
| Je n'aime pas devoir deviner                             | Je n'aime pas me noyer dans les détails                     |
| Mon bon sens me suggère des solutions pratiques          | Mon imagination me suggère des solutions nouvelles          |
| Je m'appuie sur mon expérience pour trouver une solution | Je m'appuie sur ma compréhension pour trouver une solution. |

### Jugement dominant
La Pensée et le Sentiment sont deux fonctions psychologiques permettant de juger l'objet dont on a conscience ; la Pensée est un jugement sur sa nature, et le Sentiment un jugement sur sa valeur. La « raison » d'un jugement est objective et consciente pour le Penseur, elle est inconsciente et subjective pour le Sentimental.
La Pensée vise à déterminer si l'idée que l'on a est juste : c'est une fonction intellectuelle, analytique, organisatrice, et objective. Cette fonction s'appuie naturellement sur la compréhension logique du monde, et sur des catégories et des systèmes de pensées partagés ; mais le type « penseur » ne doit pas être confondu avec un degré élevé d’intelligence ou de culture.
Le Sentiment, au contraire, vise à déterminer si l'on apprécie ou non cet objet, si l'on y adhère ou si on le rejette : cette fonction purement subjective se joue indépendamment de toute considération logique, classificatrice ou analytique. Elle est affective, instinctive, et sélective. Dans la psychologie de Jung, le type « sentimental » ne doit pas être confondu avec le sens commun du terme (celui qui se laisse dominer par des sentiments amoureux ou amicaux). Il s'agit d'une fonction de jugement du monde, le jugement de valeur.
| T - Pensée                                      | F- Sentiment                                      |
| ----------------------------------------------- | ------------------------------------------------- |
| Je pense être impartial dans mes décisions      | Je me sens responsable de mes décisions           |
| Je considère l'effet recherché                  | Je me demande si c'est bien ou mal                |
| Je vois bien comment on peut s'y prendre        | Je vois bien ce dont on a besoin                  |
| Je me demande plutôt pourquoi ça ne marche pas  | Je suis surtout furieux que ça ne marche pas      |
| Une bonne discussion permet de mieux comprendre | Une bonne discussion permet de mieux s'entendre   |
| Je choisis surtout ce qui est logique           | Je choisis surtout ce que je sens bien            |
| La bonne décision est factuelle et logique      | La bonne décision doit avant tout faire consensus |
| Une incohérence me rend malade                  | Une dispute me rend malade                        |
| Je me demande surtout si c'est bien vrai        | Je me demande surtout si c'est bien important     |
| Le monde ne peut pas vivre sans raison          | Le monde ne peut pas vivre sans amour             |

## Théorie dynamique

### Développement progressif des fonctions
Jung et Isabel Myers ont identifié les huit fonctions cognitives, mais ont aussi noté qu'un individu, outre sa fonction cognitive dominante, utilisait les autres fonctions dans un certain ordre.
L'aisance à l'exercice d'une fonction se développe dans le temps ; un individu a ainsi :
- une fonction dominante, développée dans l'enfance, qui est la fonction favorite de recueil d'information (N ou S) ou de jugement (T ou F) s'appliquant au monde (I ou E) favori du sujet (huit possibilités). C'est la première des fonctions par ordre d'apparition, de priorité d'utilisation et de maîtrise consciente ;
- une fonction auxiliaire, développée à l'adolescence, qui vient équilibrer la fonction dominante : elle figure sur l'axe opposé à celui de la fonction dominante (N ou S si la première fonction est T ou F, et inversement), et son énergie provient du monde complémentaire (soit deux possibilités pour chaque fonction dominante) ;
- une fonction tertiaire, développée chez le jeune adulte : elle est le complément de la fonction auxiliaire (sur le même axe) ;
- une fonction inférieure, qui est la moins développée : c'est le complément de la dominante. Elle est la source de nos erreurs et de nos susceptibilités, mais c'est aussi le réservoir de l'inconscient créatif et le potentiel de notre développement.

« L'observation montre, en effet, que les conditions générales de l'ambiance rendent presque impossible le développement simultané de toutes les fonctions psychologiques. Les exigences du milieu social déjà font que l'homme différencie toujours principalement et en premier lieu, la fonction qui correspond le mieux à ses aptitudes naturelles ou qui lui offre le plus sûr moyen de succès. Très souvent – c'est presque la règle – il s'identifie plus ou moins complètement à cette fonction privilégiée, qu'il développe aussi le plus parfaitement. C'est là l'origine des types psychologiques. L'unilatéralité de ce processus de développement retarde nécessairement la maturation des autres fonctions. On aura donc raison de les appeler "inférieures" psychologiquement parlant et non dans une acception psychopathologique du terme ; car la fonction inférieure n'est en rien morbide, elle est simplement en retard par rapport à la fonction la plus favorisée. Le plus souvent, c'est-à-dire dans les cas normaux, la fonction inférieure reste consciente ; dans la névrose au contraire, elle tombe plus ou moins entièrement dans l'inconscient » (CG Jung – Types psychologiques).
Pour Jung, l'individuation conduit à identifier la place de chacune des fonctions dans la psyché et à faciliter leur accès.

### Fonction dominante
Afin de connaître quel genre de fonction (perceptuelle ou de jugement) est la plus forte, Isabel B. Myers a conçu, en 1980, la polarité Jugement-Perception en se basant sur la distinction faite par Jung entre les types irrationnels (perception) et les types rationnels (jugement). Pour les types irrationnels, d'après Jung, c'est la perception (sensation ou intuition) qui est extravertie (types P) ; tandis que pour les types rationnels c'est le jugement (pensée ou sentiment) qui l'est (type J). Le test sur cette quatrième préférence permet ainsi de déterminer laquelle des deux fonctions est la fonction principale du sujet.
| J - Organisation / Jugement                                          | P - adaPtabilité                                      |
| -------------------------------------------------------------------- | ----------------------------------------------------- |
| Mon bureau est généralement bien rangé                               | Mon bureau est plutôt en désordre                     |
| L'exactitude est la politesse des rois                               | A l'impossible nul n'est tenu                         |
| Ma vie est plutôt organisée et planifiée                             | Ma vie est plutôt spontanée                           |
| Chaque chose en son temps                                            | Toujours plusieurs fers au feu                        |
| Je préfère les situations contrôlées et maîtrisées                   | Je préfère les situations souples et flexibles        |
| J'aime que les choses restent bien structurées                       | J'aime m'adapter à des expériences imprévues          |
| Pour être efficace il faut clarifier les objectifs et les procédures | Pour être efficace il faut être disponible et créatif |
| L'important est de bien régler le problème                           | L'important est de bien comprendre le problème        |

## Huit types de psychés dans le modèle jungien
En appliquant les 2 orientations de l'énergie (E, I) aux 4 processus mentaux (N, S, T, F), Jung a identifié et décrit 8 fonctions cognitives : 4 extraverties et 4 introverties :
| E/I | NSTF | P/J | Type                     | Orientation de la conscience                                  | Description |
| --- | ---- | --- | ------------------------ | ------------------------------------------------------------- | --- |
| E   | S    | P   | Sensation Extravertie Se | Conscience de l'environnement sensuel                         | Aime voir, entendre, goûter, toucher et sentir le monde autour de lui. Il agit sur des données concrètes, là et maintenant. Se fie au présent et laisse aller les choses. Il sent le contexte immédiat ; détecte les changements et les opportunités pour l'action ; est amené à agir sur le monde physique; accumule des expériences ; recherche rapidement les réactions visibles et les données pertinentes ; reconnaît “ce qui est”.      |
| E   | N    | P   | Intuition Extravertie Ne | Conscience de la signification profonde de l'environnement    | Découvre constamment de nouvelles possibilités dans le monde externe. Se fie aux flashs de sa conscience, qui peuvent être partagés avec les autres. il interprète les situations et les relations ; relève les significations et les interconnexions ; traduit “ce qui est” par “ce qui pourrait être” ; remarque les non-dits et donne un sens à ce qui émerge à travers des contextes variés.                                              |
| E   | F    | J   | Sentiment Extraverti Fe  | Conscience du caractère bon ou mauvais de la situation        | Cherche l'harmonie avec et entre les personnes du monde extérieur. Les valeurs relationnelles et culturelles sont importantes. Il communique ; tient compte des autres et organise les groupes pour satisfaire leurs besoins et respecter leurs valeurs et leurs sentiments ; maintient l'organisation ou les valeurs de groupe ; règle et satisfait les autres ; définit si quelque chose est approprié ou acceptable pour les autres.       |
| E   | T    | J   | Pensée Extravertie Te    | Conscience de la nature de la situation                       | A toujours un plan à réaliser. Cherche la logique et la cohérence du monde extérieur. Se soucie des lois et des règles. Il ordonne ; organise pour l'efficacité ; systématise ; applique la logique ; structure ; vérifie les conséquences ; contrôle que les normes ou les spécifications ont été suivies ; définit des limites, des directives et des paramètres ; décide si quelque chose marche ou non.                                   |
| I   | S    | J   | Sensation Introvertie Si | Conscience de son monde intérieur                             | Est captivé par les vibrations que le monde extérieur déclenche en eux. Compare les faits et les expériences à ceux passés. Se fie au passé. Il conserve des données sensorielles pour l'utilisation future. Reconsidère les expériences passées ; “ce qui est” évoque “ce qui était” ; recherche des renseignements détaillés et les liens avec ce qui est connu ; se souvient des impressions conservées ; accumule des données.            |
| I   | N    | J   | Intuition Introvertie Ni | Conscience des lignes de forces de son monde intérieur        | Découvre constamment de nouvelles possibilités dans son monde intérieur. Se fie aux flashs de son inconscient, qui sont difficiles à expliquer aux autres. Il prévoit les implications et probablement les effets sans données externes ; réalise “ce qui sera” ; conçoit de nouvelles façons de voir les choses ; entrevoit les transformations ; obtient une image de sens profond ou de symboles extensifs.                                |
| I   | F    | P   | Sentiment Introverti Fi  | Conscience de son adhésion à ce qu'il ressent                 | Cherche l'harmonie de ses actions et pensées avec ses valeurs personnelles. Il peut avoir du mal à expliquer ses valeurs. Il évalue ; considère l'importance et la valeur ; évalue quelque chose à partir des vérités sur lesquelles il est fondé ; clarifier les valeurs pour obtenir l'adhésion ; décide si quelque chose a du sens et s’il mérite d’être défendu.                                                                          |
| I   | T    | P   | Pensée Introvertie Ti    | Conscience de la justesse et de la cohérence de son intuition | Crée des mondes intérieurs d'idées. Cherche la logique et la cohérence des idées. Se fie à son cadre intérieur, qui peut être difficile à expliquer aux autres. Il analyse ; classe par catégories ; évalue selon les principes et vérifie si quelque chose correspond au cadre ou au modèle ; trouve les principes sur lesquels quelque chose repose ; contrôle les incohérences ; clarifie les définitions pour recevoir plus de précision. |

Des tests psychologiques permettent de déterminer la typologie junguienne d'une personne. Certains tests sont disponibles en ligne.

## Types psychologiques dérivés

### Vision de Myers et Briggs
Issue de cette conception jungienne est née une première théorie.
Myers et Briggs sont deux analystes jungiennes qui ont ajouté une dimension d'organisation par rapport aux travaux originaux de Jung. Cette dimension juge la capacité d'organisation de la personne et son aptitude à respecter les lois. Ainsi, une personne ordonnée sera dénommée « Judge » « J » et une non ordonnée plus intuitive matériellement sera dénommée « Perceiving » « P ».
Dans cette lignée, John P. Golden a créé un modèle très proche du MBTI, en rajoutant une cinquième paire : Tendu ou Serein

### Vision socionique
Issue de cette conception jungienne est née une seconde théorie développée dans la continuité de Jung et dans la « sphère soviétique », accessible depuis les années 1990.
La Socionique est un modèle stipulant que chacun des seize types psychologiques possède un rôle social plus ou moins déterminé. Chaque personne accepte et produit de l'information de manière différente selon son type, ce qui génère des comportements différents selon les types.
La Socionique stipule également que les relations humaines sont prévisibles. La réalité est perçue par chaque personne, de manière légèrement différente selon les types de ces mêmes personnes, ce qui génère des comportements différents, des capacités mentales différentes et éventuellement des interactions différentes.
La Socionique propose aussi un modèle relationnel, avec quatorze types de relations, déterminables par les types des personnes impliquées.
La Socionique est basée sur trois concepts fondamentaux :
- Les huit aspects de la réalité ;
- Les huit éléments MI (métabolisme de l'information) ;
- Les huit fonctions psychiques.

### Quatre tempéraments
David Keirsey a quant à lui regroupé les 8 fonctions psychologiques et identifié 4 grands tempéraments dans la société américaine :
- Les gardiens (types en xSxJ - ISTJ, ISFJ, ESTJ, ESFJ) : 42 à 45 % de la population
- Les artisans (types en xSxP - ISTP, ESTP, ISFP, ESFP) : 25 à 27 % de la population
- Les idéalistes (types en xNFx - INFP, ENFP, INFJ, ENFJ) : 15 à 17 % de la population
- Les rationnels (types en xNTx - INTP, ENTP, INTJ, ENTJ) : 13 à 15 % de la population

### Test de Singer et Loomis
Développé dans les années 1990, ce test évalue de manière indépendante la force des huit fonctions et orientations présentées par Jung.
Ce test s’affranchit du présupposé d'approches comme celle du MBTI, où par exemple la fonction auxiliaire est de type et de polarité différente de la fonction principale, et permet la critique et l'évaluation de cette hypothèse. La comparaison de ces différentes approches montre que ce présupposé structurel conduit à une classification incorrecte de la dominante dans 50 % des cas, et de la fonction inférieure dans 40 % des cas.

## Tableau résumé

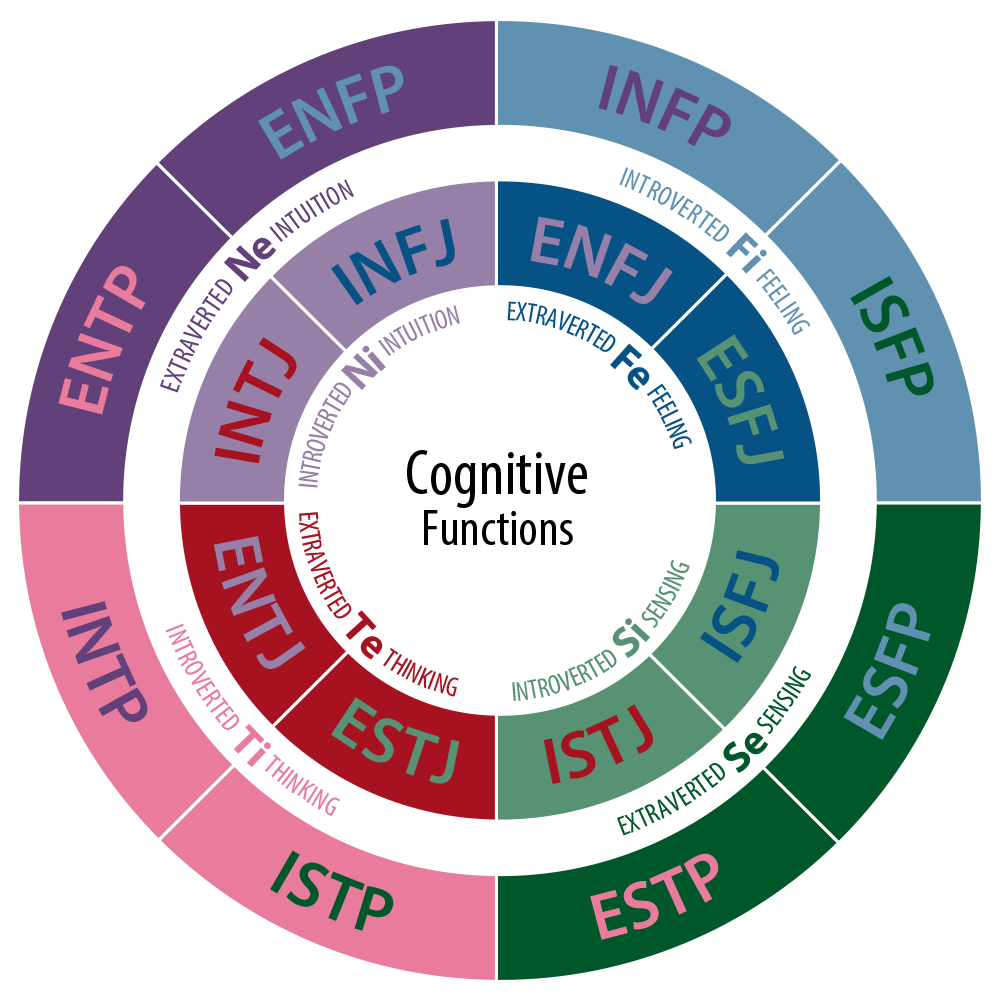
Les fonctions psychologiques.

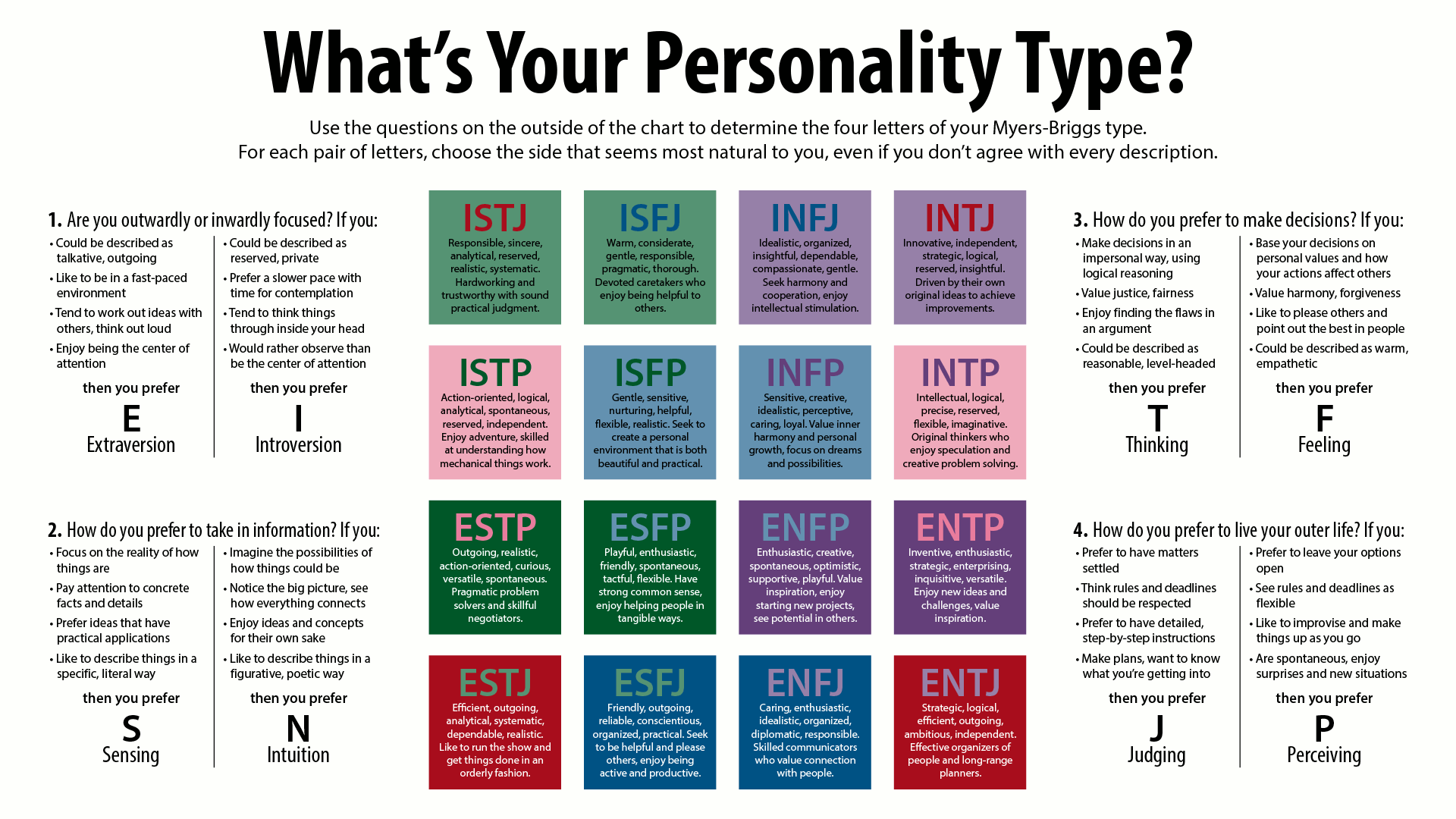
Tableau synoptique qui recense tous les types de personnalités dans le MBTI.

|   |   |   |   | Fonction  | Orientation |    | Socionique | Fonction auxiliaire      | Qualificatif    | tempéraments    | %    |
| - | - | - | - | --------- | ----------- | -- | ---------- | ------------------------ | --------------- | --------------- | ---- |
| I | S | T | J | Sensation | Introvertie | Si |            | Pensée Extravertie Te    | Administrateur  | SJ - gardiens   | 11.6 |
| I | S | T | P | Pensée    | Introvertie | Ti |            | Sensation Extravertie Se | Praticien       | SP - artisans   | 5.4  |
| E | S | T | P | Sensation | Extravertie | Se |            | Pensée Introvertie Ti    | Pragmatique     | SP - artisans   | 4.3  |
| E | S | T | J | Pensée    | Extravertie | Te |            | Sensation Introvertie Si | Organisateur    | SJ - gardiens   | 8.7  |
| I | S | F | J | Sensation | Introvertie | Si |            | Sentiment Extraverti Fe  | Protecteur      | SJ - gardiens   | 13.8 |
| I | S | F | P | Sentiment | Introverti  | Fi |            | Sensation Extravertie Se | Conciliateur    | SP - artisans   | 8.8  |
| E | S | F | P | Sensation | Extravertie | Se |            | Sentiment Introverti Fi  | Boute-en-train  | SP - artisans   | 8.5  |
| E | S | F | J | Sentiment | Extraverti  | Fe |            | Sensation Introvertie Si | Nourricier      | SJ - gardiens   | 12.3 |
| I | N | F | J | iNtuition | Introvertie | Ni |            | Sentiment Extraverti Fe  | Visionnaire     | NF - idéalistes | 1.5  |
| I | N | F | P | Sentiment | Introverti  | Fi |            | iNtuition Extravertie Ne | Zélateur        | NF - idéalistes | 4.4  |
| E | N | F | P | iNtuition | Extravertie | Ne |            | Sentiment Introverti Fi  | Communicateur   | NF - idéalistes | 8.1  |
| E | N | F | J | Sentiment | Extraverti  | Fe |            | iNtuition Introvertie Ni | Animateur       | NF - idéalistes | 2.4  |
| I | N | T | J | iNtuition | Introvertie | Ni |            | Pensée Extravertie Te    | Perfectionniste | NT - rationnels | 2.1  |
| I | N | T | P | Pensée    | Introvertie | Ti |            | iNtuition Extravertie Ne | Concepteur      | NT - rationnels | 3.3  |
| E | N | T | P | iNtuition | Extravertie | Ne |            | Pensée Introvertie Ti    | Innovateur      | NT - rationnels | 3.2  |
| E | N | T | J | Pensée    | Extravertie | Te |            | iNtuition Introvertie Ni | Meneur          | NT - rationnels | 1.8  |